# Vitellius
Vitellius (en latin : Aulus Vitellius Germanicus Imperator Augustus), né le 24 septembre 15 et mort le 22 décembre 69 à Rome, est le huitième empereur romain du 19 avril au 22 décembre de l'année 69, appelée année des quatre empereurs.

## Sources antiques
Suétone figure dans la Vie des douze Césars une biographie de Vitellius assez brève, largement négative ou parfois neutre, ne citant de façon positive que son proconsultat en Afrique proconsulaire. Suétone fait de Vitellius le pire des Césars dont il retrace la vie, animosité personnelle pour laquelle Eugen Cizek propose plusieurs justifications : Suétone est hostile à la politique de Néron reprise par Vitellius ; il apprécie son prédécesseur et victime Othon, qui fut commandant de son père ; enfin la mort de Vitellius est indigne d'un empereur.
Tacite, autre source principale, est aussi critique envers Vitellius, qu'il compare aux animaux paresseux qui restent couchés et engourdis tant qu'on leur donne à manger. Mais Tacite compose une narration des faits historiques selon un enchaînement dramatique à partir de la défaite de l'armée de Vitellius à Bédriac, un processus inéluctable aboutissant à un paroxysme de violences à Rome, quitte à effectuer des simplifications, comme condenser en une seule les trois tentatives d'abdication de Vitellius.

## Origine
Aulus Vitellius est le fils de Lucius Vitellius, consul et gouverneur de Syrie sous Tibère, puis deux fois consul et censeur sous Claude ; et de Sextilia, fille de Marcus Sextilius, magistrat monétaire. Selon Suétone, Lucius s'est fait remarquer par un art consommé de la flatterie mise au service de ses ambitions.
Aulus nait sous les consulats de Drusus Iulius Caesar et de Caius Norbanus Flaccus (année 15), le huitième jour avant les Calendes d'octobre (24 septembre 15) ou le septième jour avant les Ides de septembre (7 septembre 15).

## Carriere
D'après Suétone, Aulus Vitellius passe sa jeunesse à Capri au milieu des mignons de l'empereur Tibère. Il s'attire ensuite les faveurs de Caligula par ses qualités de conducteur de char et celles de Claude et Néron par ses qualités au jeu de dés. Sa stratégie pour être bien vu à la cour est de partager les loisirs des empereurs successifs. L'amitié de ces empereurs lui permet d'être tout d'abord consul en 48, membre de deux collèges religieux majeurs, les Frères Arvales à partir de 50/54 et les Quindecemviri sacris faciundis, un cumul exceptionnel de deux sacerdoces.
Aux alentours de 60-62, il est proconsul d'Afrique. Revenu à Rome, il profite de sa charge d'intendant des travaux publics pour voler des trésors dans les temples. Il semble si peu dangereux en apparence, qu'après la chute de Néron, en décembre 68,  Galba le nomme, à la surprise générale, légat de Germanie inférieure,. C'est là qu'il se fait apprécier par ses subalternes et ses soldats, pour son indulgence, sa prodigalité et sa démagogie.
Il se marie une première fois avec Petronia et a un fils, Aulus Vitellius Petronianus. Suétone indique que le garçon était aveugle d'un œil, et qu'il a été tué par son propre père pour hériter de la grande fortune de sa mère et de son grand-père maternel. Elle se sépare de Vitellius peu après. Il se marie une deuxième fois avec Galeria Fundania et a un autre fils (appelé Aulus Vitellius puis Aulus Vitellius Germanicus, comme son père, et exécuté avec lui), et deux filles, Vitellia et Galeria Fundana, mariée avec Decimus Rupilius Libo Frugi.

## Son avènement

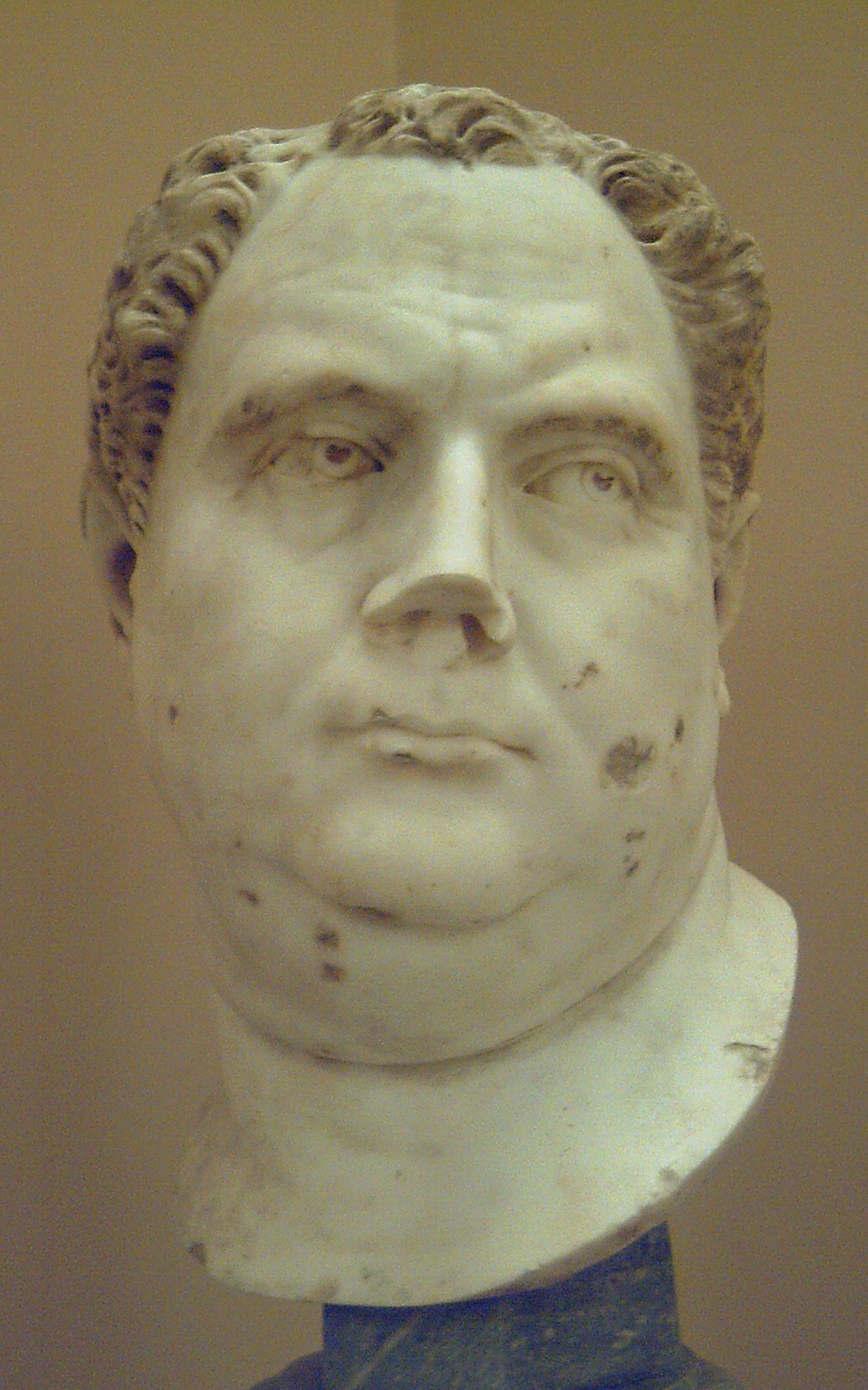
Buste de Vitellius (v. 69).

Vitellius est loin d'être ambitieux, il est plutôt paresseux et très attiré par la nourriture et la boisson. Quelques jours avant la mort de Galba, assassiné par Othon, Vitellius est proclamé Imperator des armées de Germanie inférieure et supérieure par ses légions le 2 janvier 69 à Colonia Claudia Ara Agrippinensium, aujourd'hui Cologne. Après la mort de Galba, Othon est proclamé empereur à Rome par la garde prétorienne. Vitellius partage alors ses légions en deux groupes. Il prend le commandement de l'un et envoie l'autre contre Othon. Les troupes descendant vers Rome en suivant la Moselle passent par Divodurum, qu'elles mettent à sac, massacrant au passage 4 000 habitants, pour une raison qui échappe à Tacite. 
Vitellius doit son accession à l'empire à ses deux légats Cæcina et Valens qui commandaient les deux légions du Rhin : ceux-ci franchissent les Alpes et battent l'armée d'Othon à la bataille de Bédriac, le 14 avril 69. Tacite décrit la jouissance de Vitellius à la vue du charnier de milliers de citoyens, alors que ce succès illusoire se retournera contre lui. Othon se suicide deux jours plus tard et Vitellius marche sur Rome en vainqueur. Il signe un édit dissolvant les cohortes prétoriennes et ordonne de mettre à mort ceux qui ont pris part au meurtre de Galba et réclament une gratification pour cela.
Le 19 avril, le Sénat romain entérine la nomination de Vitellius comme empereur. L'armée de Vitellius se livre sur son chemin au pillage et au massacre ; le nouvel empereur fait lui aussi preuve d'une grande cruauté et devient rapidement impopulaire. Il fait rechercher et condamner à mort ceux qui ont revendiqué d'avoir participé aux meurtres de Galba et de Pison. Il confisque la plus haute magistrature en se nommant consul perpétuel et s'arroge plusieurs pontificats, autant de mesures perçues par les Romains comme une promesse de tyrannie. Il imite Néron en s'entourant d'une cour d'histrions et assouvit sa gourmandise proverbiale. Enfin, il ne s'embarrasse pas pour ordonner l'exécution des personnes qui viennent lui demander de régler ses dettes. De débauches en injustice, plus personne ne respecte cet empereur en rupture avec toutes les valeurs romaines.

## Sa chute

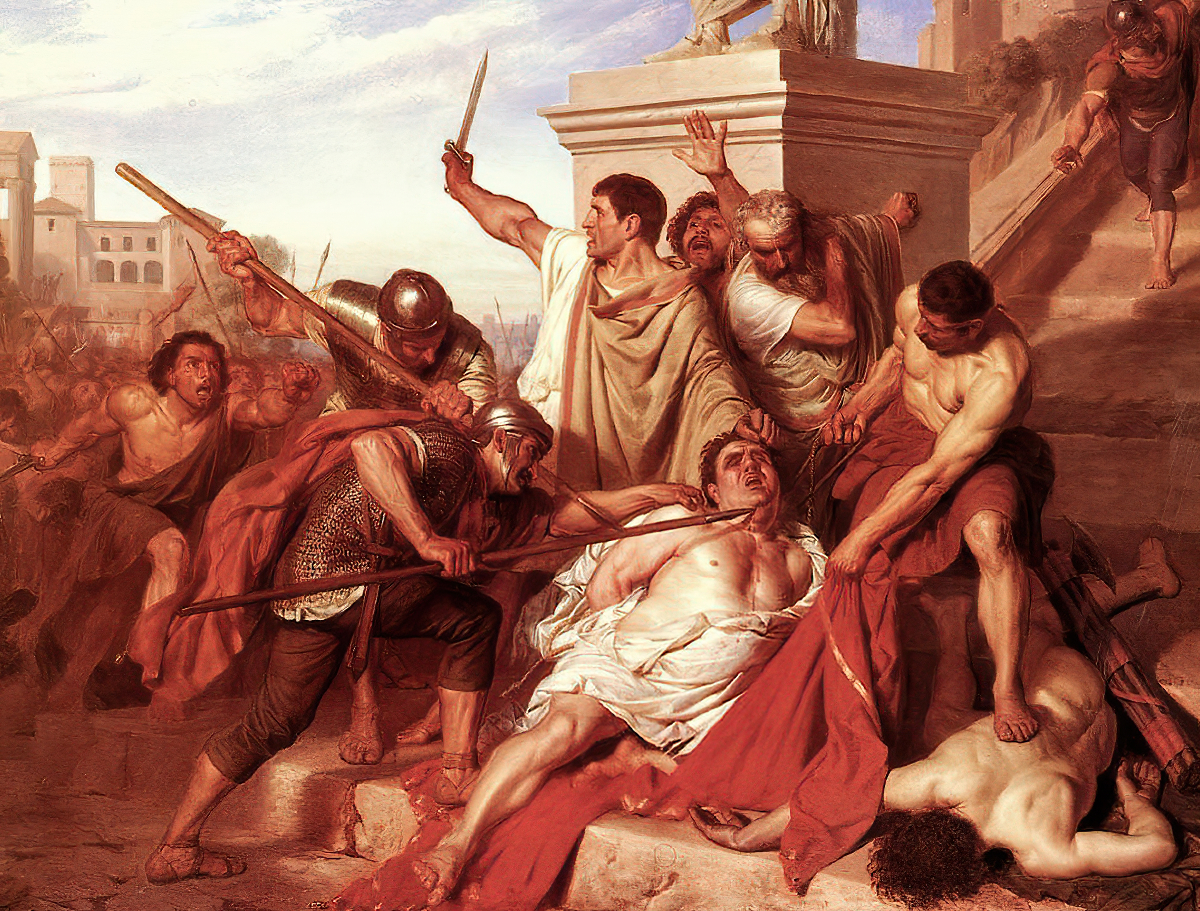
Charles-Gustave Housez, La mort de Vitellius (1847).

Le 1er juillet 69, les troupes d'Égypte proclament Vespasien empereur. En apprenant la nouvelle, les légions de Mésie, de Pannonie, et de Dalmatie se révoltent aussi et prêtent serment à Vespasien. Celui-ci venait d'écraser la révolte des Juifs et représentait la promesse d'une meilleure stabilité aux yeux des Romains. À Rome, Vitellius provoque un mécontentement quasi général et des troubles éclatent. Vitellius abdique puis semble revenir sur sa décision. Titus Flavius Sabinus, préfet de la ville et frère de Vespasien, estime devoir prendre les rênes du pouvoir. Ses partisans se heurtent aux Vitelliens et Sabinus se réfugie avec eux au Capitole. Les Vitelliens les assiègent et le Capitole brûle, sans qu'on sache si c'est du fait des assiégeants ou des assiégés. Sabinus, défait, est tué, malgré une molle opposition de Vitellius, privé d'autorité. Antonius Primus, qui commande les légions du Danube, envahit l'Italie du Nord et bat l'armée de Vitellius à Crémone à la fin du mois d'octobre 69.
Il prend ensuite la direction de Rome. Les alliés de Vitellius se rallient les uns après les autres à Vespasien. Vitellius tente tout pour négocier une paix, sans succès. Alors que les premiers éléments de l'armée de Primus pénètrent dans Rome, il tente de s'enfuir, et se cache dans la loge du portier de son palais. Capturé par les hommes de Primus, il est reconnu et lapidé par la foule romaine ; son corps est traîné par un croc et jeté dans le Tibre.
Domitien, le fils cadet de Vespasien, est alors nommé César en attendant l'arrivée de l'empereur Vespasien à Rome en septembre 70.

## Noms et titres

### Noms successifs
- 15, naît AVLVS•VITELLIVS
- 69, accède à l'Empire : AVLVS•VITELLIVS•GERMANICVS•IMPERATOR•AVGVSTVS

### Titres et magistratures
- Consul en 48 et 69

### Titulature à sa mort
Lors de son assassinat en 69, la titulature de Vitellius était :
AVLVS•VITELLIVS•GERMANICVS•IMPERATOR•AVGVSTVS, PONTIFEX•MAXIMVS, TRIBVNICIÆ•POTESTATE•I, CONSVL•II, IMPERATOR•I